# Brediah er Fé
Brediah er Fé (plus exactement Lihérieu Brediah er Fé, puis Brediah er Fé eit er Vretoned a eskobti Guéned) fut une revue en langue bretonne (vannetais) inaugurée en 1843 par M. Le Diot, Jean-Marie Le Joubioux et Joachim Guillome, et qui a paru jusqu'aux années 1940.
Elle consistait essentiellement en des traductions d'articles des Annales de la propagation de la foi (lettres édifiantes de missionnaires catholiques des quatre coins du monde).